# 1826 en Italie
Chronologie de l'Italie
- 1822
- 1823
- 1824
- 1825
- 1826
- 1827
- 1828
- 1829
- 1830

## Événements

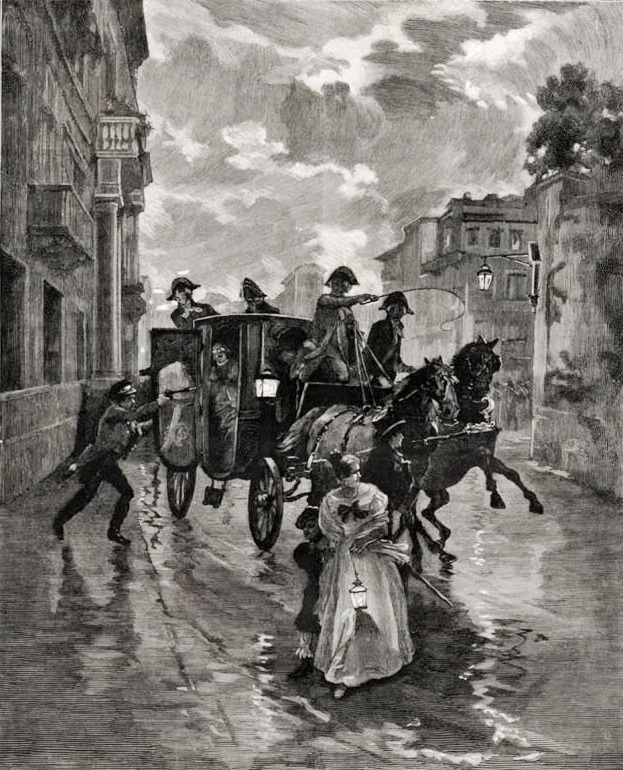
Attentat contre Rivarola.

- 23 juillet : attentat carbonari à Ravenne contre le cardinal Agostino Rivarola, légat extraordinaire du pape en Romagne[1].

## Culture

### Opéras créés en 1826
- 30 mai : Bianca e Fernando, opéra en deux actes de Vincenzo Bellini, sur un livret de Domenico Gilardoni[2], d'après la pièce Bianca e Fernando alla tomba di Carlo IV, duca di Agrigento de Carlo Roti, créé au Teatro San Carlo de Naples[2].

## Naissances en 1826
- 18 avril : Andrea Gastaldi, peintre, connu pour ses scènes et ses portraits historiques. († 9 janvier 1889)
- 24 juin : Carlo Brioschi, peintre et un scénographe, principalement actif en Autriche. († 12 novembre 1895)
- 26 octobre : Giuseppe Zanardelli, consultant juridique et homme politique, Président du Conseil du 15 février 1901 au 29 janvier 1903 . († 26 décembre 1903)

## Décès en 1826
- 24 août : Jeanne-Antide Thouret, fondatrice des Sœurs de la charité, à Naples